# 8871 Svanberg
8871 Svanberg è un asteroide della fascia principale. Scoperto nel 1992, presenta un'orbita caratterizzata da un semiasse maggiore pari a 3,0533926 UA e da un'eccentricità di 0,0213879, inclinata di 12,43634° rispetto all'eclittica.